# Chadisra bipars
Chadisra bipars är en fjärilsart som beskrevs av Walker 1862. Chadisra bipars ingår i släktet Chadisra och familjen tandspinnare. Inga underarter finns listade i Catalogue of Life.